# Winthrop Kellogg
Winthrop Niles Kellogg, född 13 april 1898, död 22 juni 1972, var en amerikansk psykolog.
Winthrop Kellogg blev filosofie doktor vid Columbia University 1929, blev associate professor vid Indiana University 1930, och ordinarie professor där 1937. Han sysslade bland annat med psykofysik, experimentell psykologi och psykiska mätningar och utgav bland annat An experimental comparison of psychophysical methods (1929), An experimental evaluation of equality judgements in psychophysics (1930) och The ape and the child (1933, tillsammans med hustrun Luella Kellogg).